# کلئوپاترای دوم
کلئوپاترای دوم (یونانی: Κλεοπάτρα؛ حدود ۱۸۵ پ.م – ۱۱۶/۱۱۵ پ.م) ملکه دودمان بطلمیوسی مصر باستان بود که مشترکاً با دو همسر و دختر خود حکومت کرد.
نخستین دورهٔ فرمانروایی مشترک او از ۱۷۵ تا ۱۶۴ پ.م به همراه نخستین همسر و برادر بزرگش بطلمیوس ششم و برادر دیگرش بطلمیوس هشتم بود. در دومین دورهٔ حکومتش از ۱۶۳ تا ۱۴۵ پ.م به اتفاق بطلمیوس ششم فرمانروایی کرد. پس از مرگ بطلمیوس ششم با برادر دیگرش بطلمیوس هشتم ازدواج کرد و به اتفاق او و دخترش کلئوپاترای سوم حکومت کرد. از سال ۱۳۱ تا ۱۲۷ پ.م تنها حاکم مصر بود. آخرین دورهٔ حکومتش نیز از ۱۲۴ تا ۱۱۶ پ.م به اتفاق بطلمیوس هشتم و کلئوپاترای سوم بود.

## زندگی

### آغاز زندگی
کلئوپاترا دختر بطلمیوس پنجم و احتمالاً کلئوپاترای یکم بود. اگر دختر کلئوپاترای یکم باشد، خواهر تنی بطلمیوس ششم و بطلمیوس هشتم بوده‌است. در غیر این صورت، خواهر ناتنی آن‌ها است. در نهایت با هر دو برادر خود ازدواج کرد.

### نخستین حکومت مشترک
پس از مرگ کلئوپاترای یکم، در سال ۱۷۵ پ.م کلئوپاترای دوم با برادرش بطلمیوس ششم ازدواج کرد. کلئوپاترای دوم، بطلمیوس ششم و بطلمیوس هشتم از سال ۱۷۰ تا ۱۶۴ پ.م فرمانروای مشترک مصر بودند.
در سال ۱۶۹ پ.م آنتیوخوس چهارم سوریه به مصر هجوم برد. بطلمیوس ششم در بیرون اسکندریه به آنتیوخوس پیوست. سپس در منف تاجگذاری کرد و به اتفاق کلئوپاترای دوم به حکومت نشست. در سال ۱۶۴ پ.م کلئوپاترا و همسرش توسط بطلمیوس هشتم خلع شدند؛ ولی پس از مدت کوتاهی به حکومت بازگشتند.
بطلمیوس ششم در سال ۱۴۵ پ.م درگذشت. کلئوپاترا ازدواج با بطلمیوس هشتم را پذیرفت. بطلمیوس هفتم پسر بطلمیوس ششم و کلئوپاترا توسط بطلمیوس هشتم کشته شد. بین سال‌های ۱۴۲ و ۱۳۹ پ.م بطلمیوس هشتم با دختر کوچک کلئوپاترا به نام کلئوپاترای سوم ازدواج کرد.

### حکومت تنها
در سال ۱۳۱ پ.م کلئوپاترا رهبری شورشی علیه بطلمیوس هشتم را به عهده گرفت و او و کلئوپاترای سوم را از مصر بیرون کرد. او تا سال ۱۲۷ پ.م به تنهایی بر مصر حکومت کرد. سپس به همراه دختر و دامادش وادار به مهاجرت به سوریه شد.

### سومین دورهٔ حکومت
در سال ۱۲۴ پ.م مصالحهٔ عمومی کلئوپاترای دوم و بطلمیوس هشتم اعلام شد. سپس تا زمان مرگ بطلمیوس در سال ۱۱۶ پ.م به اتفاق او و دخترش حکومت کرد.
بطلمیوس هشتم حکومت را به کلئوپاترای سوم و یکی از پسرانش سپرد. طبق توافق اهالی اسکندریه، کلئوپاترای سوم بطلمیوس لاتیروس را به عنوان حاکم مشترک انتخاب کرد.
از حدود اکتبر ۱۱۶ پ.م نام کلئوپاترای دوم از اسناد تاریخی محو شد و به نظر می‌رسد در سال ۱۱۶ یا ۱۱۵ پ.م درگذشته باشد.

## خانواده
کلئوپاترا از بطلمیوس ششم چهار یا پنج فرزند داشت:
- بطلمیوس ائوپاتور: زادهٔ ۱۶۶ پ.م که مدت کوتاهی به همراه پدرش حکومت کرد؛ ولی در سال ۱۵۲ پ.م درگذشت.
- کلئوپاترا تئا: زادهٔ ۱۶۴ پ.م و همسر الکساندر بالاس، دیمتریوس دوم و آنتیوخوس هفتم. در سال ۱۲۰ پ.م توسط پسرش کشته شد.
- احتمالاً برنیس: زادهٔ بین سال‌های ۱۶۳ و ۱۶۰ پ.م. در سال ۱۵۰ پ.م درگذشت.
- کلئوپاترای سوم: زادهٔ بین سال‌های ۱۶۰ و ۱۵۵ پ.م که با عمویش بطلمیوس هشتم ازدواج کرد.
- بطلمیوس هفتم: زادهٔ حدود ۱۵۲ پ.م که در سال ۱۴۵ پ.م توسط بطلمیوس هشتم کشته شد.

به نظر می‌رسد کلئوپاترا از بطلمیوس هشتم یک پسر به نام بطلمیوس ممفیتس داشته که بین سال‌های ۱۴۴ و ۱۴۲ پ.م زاده شده‌است. شاید این فرزند همان بطلمیوس هفتم باشد؛ ولی مورد پدیرش عمومی نیست.